# 조선민족해방동맹
조선민족해방동맹 또는 줄여서 해맹은 김산, 박건웅, 김성숙 등이 주축이 1936년 중국 상하이에서 조직된 사회주의계열의 독립운동단체이다. 
1937년 조선민족전선연맹에 참여하였으며, 1941년 중국 관내 좌파 독립운동단체 가운데 맨 먼저 임시정부 참여를 선언한다. 특히 해맹은 임시정부 참여를 계기로 좌ㆍ우 통합운동을 전개했으며, 해방 후에도  좌우합작운동을 주창하면서 이른바 분단극복을 위한 통합파로서 활동하였다.
이념적인 좌표로는 좌파 사회주의 색채를 보였지만, 엄밀하게는 민족주의에 가깝다고 보는 견해도 있다.